# Aechmea lanjouwii
Aechmea lanjouwii is een rotsplant.
De plant is genoemd naar Joseph Lanjouw die de plant ontdekte. Het is een soort bromelia die alleen op de rotsen van de Voltzberg in Suriname gevonden wordt. De plant is mogelijk een natuurijke hybride van A. aquilega en A. moonenii
De bloem bestaat uit veelrijige aartjes.